# Lista över arbetslivsmuseer i Västra Götalands län
Här följer en förteckning över arbetslivsmuseer i Västra Götalands län.

## Västra Götalands län
| Namn                                                              | Typ av museum | Kommun, ort               | Adress Koordinat | ID-nr | Bild                                                                                        |
| ----------------------------------------------------------------- | ------------- | ------------------------- | --- | ----- | ------------------------------------------------------------------------------------------- |
| Stora Mellby lanthandelsmuseum                                    |               | Alingsås, Sollebrunn      | Mellbyvägen 138 58.1424, 12.58097 | 4599  | Ladda upp en bild av detta arbetslivsmuseum                                                 |
| Gammelmacken i Sollebrunn                                         |               | Alingsås, Sollebrunn      | Trollhättevägen 11 58.12095, 12.5311 | 4598  | Ladda upp en bild av detta arbetslivsmuseum                                                 |
| Vadsbo lantbruksmuseum                                            |               | Töreboda, Fredsberg       | Fredsbergs prästgård 58.74502, 14.07558 | 4592  | Ladda upp en bild av detta arbetslivsmuseum                                                 |
| Halmens Hus                                                       |               | Bengtsfors, Bengtsfors    | Gammelgården på Majberget, Bengtsfors 59.02858, 12.23705 | 4679  | Ladda upp en bild av detta arbetslivsmuseum                                                 |
| Liareds orgelfabrik                                               |               | Ulricehamn, Blidsberg     | Höjden 57.93887, 13.43977 | 4588  | Ladda upp en bild av detta arbetslivsmuseum                                                 |
| Bynanders Motormuseum                                             |               | Svenljunga, Svenljunga    | Torstorps gård 57.49702, 13.13975 | 4587  | Ladda upp en bild av detta arbetslivsmuseum                                                 |
| Järnvägsmuseum med Svanskogsbanan - JÅÅJ                          |               | Åmål, Svanskog            | Järnvägsg 1 Svaneholm 59.17987, 12.55072 | 4875  | Ladda upp en till bild av detta arbetslivsmuseum                                            |
| Åkersta vin & spirituosamuseum                                    |               | Svenljunga, Sexdrega      | Svenljungavägen 23 57.57983, 13.12205 | 4585  | Ladda upp en bild av detta arbetslivsmuseum                                                 |
| Överlida Industri & Hantverksmuseum                               |               | Svenljunga, Överlida      | Hallavägen 11 57.35287, 12.9003 | 4586  | Ladda upp en bild av detta arbetslivsmuseum                                                 |
| Varvshistoriska föreningen i Göteborg                             |               | Göteborg, Göteborg        | Anders Carlssons gata 1 57.70832, 11.94353 | 4515  | Ladda upp en bild av detta arbetslivsmuseum                                                 |
| Bondens år                                                        |               | Falköping, Östra Tunhem   | Tunhems Västergård 58.21695, 13.4996 | 4557  | Ladda upp en bild av detta arbetslivsmuseum                                                 |
| Andra Våningen                                                    |               | Essunga, Nossebro         | Storgatan 1 A 58.18925, 12.72312 | 4523  | Ladda upp en bild av detta arbetslivsmuseum                                                 |
| IF Metall Verkstadsklubb Innovatum                                |               | Trollhättan, Trollhättan  | Innovatum Science Center 58.2723, 12.27638 | 2689  | Ladda upp en bild av detta arbetslivsmuseum                                                 |
| Skärhamns sjöfartsmuseum                                          |               | Tjörn, Skärhamn           | Postvägen 26a 57.99012, 11.5468 | 2686  | Ladda upp en till bild av detta arbetslivsmuseum                                            |
| Gäsene tingshus                                                   |               | Herrljunga, Ljung         | Sandbergs Plan 57.98512, 13.05457 | 4261  | Ladda upp en till bild av detta arbetslivsmuseum                                            |
| Gräne gruva                                                       |               | Svenljunga, Holsljunga    | 57.37561, 12.91735 | 4896  | Se fler bilder av detta arbetslivsmuseum · Ladda upp en till bild av detta arbetslivsmuseum |
| Aeroseum                                                          |               | Göteborg, Säve            | Säve Flygplats, Holmvägen 100 57.7758, 11.88858 | 2696  | Se fler bilder av detta arbetslivsmuseum · Ladda upp en till bild av detta arbetslivsmuseum |
| Ryggåsstuga                                                       |               | Vara, Vara                | Åshult 58.2975, 12.8355 | 4282  | Ladda upp en bild av detta arbetslivsmuseum                                                 |
| Hägna gammelgård                                                  |               | Herrljunga, Ljung         | 57.9319, 13.22088 | 4281  | Ladda upp en bild av detta arbetslivsmuseum                                                 |
| Gratitude                                                         |               | Göteborg, Göteborg        | Svenska Kryssarklubbens Seglarskola koordinater saknas | 4427  | Ladda upp en till bild av detta arbetslivsmuseum                                            |
| Bogserbåten S/S Herbert                                           |               | Alingsås, Alingsås        | Ångbåtsvarvet, Lövekullevägen 57.92917, 12.50817 | 2724  | Se fler bilder av detta arbetslivsmuseum · Ladda upp en till bild av detta arbetslivsmuseum |
| Hillefors grynkvarnsmuseum                                        |               | Lerum, Hillefors          | Hillefors 57.79438, 12.31997 | 2720  | Se fler bilder av detta arbetslivsmuseum · Ladda upp en till bild av detta arbetslivsmuseum |
| Bergslagernas Järnvägssällskap                                    |               | Göteborg, Göteborg        | Gamlestan 57.73035, 12.00447 | 1496  | Ladda upp en till bild av detta arbetslivsmuseum                                            |
| Elyseum, Energihistoriska samlingarna Göteborg Energi             |               | Göteborg, Göteborg        | Västgötagatan 2 57.7045, 11.98063 | 1497  | Ladda upp en till bild av detta arbetslivsmuseum                                            |
| Gamla annedalspojkarnas lägenhetsmuseum                           |               | Göteborg, Göteborg        | Brunnsgatan 14 57.69332, 11.96077 | 1498  | Ladda upp en till bild av detta arbetslivsmuseum                                            |
| Göteborgs bryggerimuseum                                          |               | Göteborg, Göteborg        | J.A. Pripps gata 2 i 421 32 Västra Frölunda 57.65098, 11.94433 | 1499  | Ladda upp en bild av detta arbetslivsmuseum                                                 |
| F 7 museum                                                        |               | Lidköping, Såtenäs        | Utanför flottiljvakten vid F 7 58.44102, 12.70712 | 4197  | Ladda upp en till bild av detta arbetslivsmuseum                                            |
| Svenska motorvagnsklubben                                         |               | Falköping, Falköping      | Lokstallet 58.18348, 13.55753 | 4357  | Ladda upp en bild av detta arbetslivsmuseum                                                 |
| Vänergaleasen Mina                                                |               | Lidköping, Lidköping      | Östra hamnen 58.50548, 13.16273 | 4505  | Ladda upp en till bild av detta arbetslivsmuseum                                            |
| Veterinärhistoriska museet                                        |               | Skara, Skara              | Gråbrödragatan 3, intill Djursjukhuset 58.38832, 13.43877 | 2406  | Ladda upp en bild av detta arbetslivsmuseum                                                 |
| Mariestads industrimuseum / Vadsbo museum                         |               | Mariestad, Mariestad      | Residensön Marieholm 58.70857, 13.81775 | 2403  | Ladda upp en till bild av detta arbetslivsmuseum                                            |
| Tollereds Öfvre Kraftstation                                      |               | Lerum, Tollered           | Tollered 57.81888, 12.41912 | 2401  | Ladda upp en till bild av detta arbetslivsmuseum                                            |
| Fyrvaktarbostaden på Vinga                                        |               | Göteborg, V. Frölunda     | Vinga, Fyrmästarbosteden 57.63203, 11.60112 | 2408  | Ladda upp en bild av detta arbetslivsmuseum                                                 |
| Wretens Såg                                                       |               | Skövde, Skövde            | Vreten 58.27697, 13.92302 | 2409  | Ladda upp en till bild av detta arbetslivsmuseum                                            |
| Ljungsarps bleckslagerimuseum                                     |               | Tranemo, Ljungsarp        | 57.56668, 13.5936 | 4342  | Ladda upp en bild av detta arbetslivsmuseum                                                 |
| Bengtsfors bilsätesveteraner                                      |               | Bengtsfors, Bengtsfors    | 59.04103, 12.22442 | 2705  | Ladda upp en bild av detta arbetslivsmuseum                                                 |
| Åkessons loge och gårdsmuseum                                     |               | Vänersborg, Brålanda      | Bodane 58.51817, 12.38317 | 2411  | Ladda upp en bild av detta arbetslivsmuseum                                                 |
| Åsle Tå Upplevelsemuseum                                          |               | Falköping, Falköping      | Åsle 58.17875, 13.68727 | 2412  | Ladda upp en till bild av detta arbetslivsmuseum                                            |
| Vänermuseet                                                       |               | Lidköping, Lidköping      | Framnäsvägen 2 58.51117, 13.1469 | 2410  | Se fler bilder av detta arbetslivsmuseum · Ladda upp en till bild av detta arbetslivsmuseum |
| Isa af Lygnern                                                    |               | Mark, Sätila              | Lygnevi fotbollsplan koordinater saknas | 4379  | Ladda upp en till bild av detta arbetslivsmuseum                                            |
| Österängs ångsåg och ångkvarn                                     |               | Götene, Götene            | Österäng Gamlegården 58.6428, 13.52473 | 4370  | Ladda upp en till bild av detta arbetslivsmuseum                                            |
| S/V Isolda                                                        |               | Göteborg, Göteborg        | Gotenuis varv 57.71978, 11.97453 | 4083  | Se fler bilder av detta arbetslivsmuseum · Ladda upp en till bild av detta arbetslivsmuseum |
| Skara–Lundsbrunns Järnvägar                                       |               | Skara, Skara              | Vallgatan 41, Skara 58.38343, 13.45003 | 4152  | Se fler bilder av detta arbetslivsmuseum · Ladda upp en till bild av detta arbetslivsmuseum |
| Teleförrådet Skara                                                |               | Skara, Skara              | Skaraborgsgatan 26A 58.38385, 13.43527 | 4897  | Ladda upp en bild av detta arbetslivsmuseum                                                 |
| Nohabs gamla smedja                                               |               | Trollhättan, Trollhättan  | Åkerssjövägen 16, byggnad 50 58.2723, 12.2765 | 4153  | Ladda upp en bild av detta arbetslivsmuseum                                                 |
| Meken-minnet                                                      |               | Lidköping, Lidköping      | Fabriksgatan 2 58.50622, 13.15938 | 4150  | Ladda upp en bild av detta arbetslivsmuseum                                                 |
| Glasbruksmuseet i Surte                                           |               | Ale, Surte                | Kvarnvägen 6 57.82935, 12.01438 | 2396  | Ladda upp en till bild av detta arbetslivsmuseum                                            |
| Särestads landsbygdsmuseum                                        |               | Grästorp, Särestad        | Prästbolet 4, strax norr om Särestad kyrka 58.3849, 12.73907 | 2397  | Ladda upp en bild av detta arbetslivsmuseum                                                 |
| Väderkvarnen i Borg, Stora Mellby                                 |               | Alingsås, Stora mellby    | Stora Mellby 58.14732, 12.60122 | 2394  | Ladda upp en bild av detta arbetslivsmuseum                                                 |
| Stora Mellby mekaniska museum                                     |               | Alingsås, Stora mellby    | Stora Mellby 58.13847, 12.5847 | 2395  | Ladda upp en bild av detta arbetslivsmuseum                                                 |
| Hjärtums hembygdsförening                                         |               | Lilla Edet, Trollhättan   | Hjärtumsvägen 14 463 75 Hjärtum 58.18108, 12.11138 | 2393  | Ladda upp en till bild av detta arbetslivsmuseum                                            |
| Skolmuseet                                                        |               | Falköping, Stenstorp      | 58.26793, 13.71032 | 2391  | Ladda upp en bild av detta arbetslivsmuseum                                                 |
| Textilmuseet                                                      |               | Borås, Borås              | Skaraborgsvägen 3 A 57.72542, 12.9373 | 2398  | Ladda upp en till bild av detta arbetslivsmuseum                                            |
| Tibro möbelmuseum                                                 |               | Tibro, Tibro              | Värdshusgatan, Tideberg 58.4204, 14.15553 | 2399  | Ladda upp en bild av detta arbetslivsmuseum                                                 |
| Forsviks varv Eric Nordevall II                                   |               | Karlsborg, Forsvik        | Föreningen Forsviks varv 58.57937, 14.43672 | 2771  | Se fler bilder av detta arbetslivsmuseum · Ladda upp en till bild av detta arbetslivsmuseum |
| Hembygdsmuseet Jonsered                                           |               | Partille, Jonsered        | William Gibsons väg 1 57.7491, 12.17563 | 4419  | Ladda upp en bild av detta arbetslivsmuseum                                                 |
| Viareds museum                                                    |               | Borås, Borås              | Frälsegårdsgatan 3 57.70768, 12.86203 | 2407  | Ladda upp en bild av detta arbetslivsmuseum                                                 |
| Tidaholms museum                                                  |               | Tidaholm, Tidaholm        | Vulcanön 58.18003, 13.95927 | 2400  | Se fler bilder av detta arbetslivsmuseum · Ladda upp en till bild av detta arbetslivsmuseum |
| Stiftelsen Årbols skolmuseum                                      |               | Åmål, Åmål                | Ånimskogs socken 58.84123, 12.543 | 1447  | Ladda upp en bild av detta arbetslivsmuseum                                                 |
| Åmåls hembygdsmuseum                                              |               | Åmål, Åmål                | Hamngatan 7 59.05328, 12.71087 | 1445  | Ladda upp en till bild av detta arbetslivsmuseum                                            |
| Stiftelsen Dal–Västra Värmlands Järnväg                           |               | Bengtsfors, Bengtsfors    | Bengtsfors station 59.02877, 12.23452 | 1444  | Ladda upp en till bild av detta arbetslivsmuseum                                            |
| Melleruds museum och släktforskningsarkiv                         |               | Mellerud, Mellerud        | Tingshusgatan 1 58.70018, 12.44988 | 1443  | Ladda upp en bild av detta arbetslivsmuseum                                                 |
| Kanalmuseet                                                       |               | Mellerud, Håverud         | Museivägen 3 58.82197, 12.41267 | 1442  | Ladda upp en till bild av detta arbetslivsmuseum                                            |
| Järnvägsmuseum med Svanskogsbanan - JÅÅJ                          |               | Åmål, Åmål                | Östra Bangatan 2, Åmål 59.04087, 12.69888 | 1441  | Se fler bilder av detta arbetslivsmuseum · Ladda upp en till bild av detta arbetslivsmuseum |
| Åmåls Industrimuseum C W Thorstensons Mek. verkstad               |               | Åmål, Åmål                | Strömsbergsgatan 11 59.04608, 12.69705 | 1440  | Ladda upp en till bild av detta arbetslivsmuseum                                            |
| Ödeborg fornsal                                                   |               | Färgelanda, Ödeborg       | Fornkullevägen 1 58.54485, 11.98003 | 1448  | Se fler bilder av detta arbetslivsmuseum · Ladda upp en till bild av detta arbetslivsmuseum |
| Linmuseum, med en linverkstad                                     |               | Tanum, Hamburgsund        | Kamstorp, Kville. Linverksta'n ligger vid väg 163 ca 1 km norr om Kville Från E6, tag av vid Grindmotet (Avfart nr 103) mot Hamburgsund och Fjällbacka 58.57627, 11.3542                                         | 4093  | Ladda upp en till bild av detta arbetslivsmuseum                                            |
| Skepparhuset                                                      |               | Orust, Gullholmen         | Gullholmen 58.1798, 11.40553 | 1350  | Ladda upp en bild av detta arbetslivsmuseum                                                 |
| Centrum för Bastabinne                                            |               | Alingsås, Ödenäs          | Ödenäs hembygdsgård 57.8169, 12.56005 | 4099  | Ladda upp en bild av detta arbetslivsmuseum                                                 |
| Dammsjöås naturtorp                                               |               | Alingsås, Alingsås        | Dammsjöåsvägen 45 57.90377, 12.62415 | 4878  | Ladda upp en till bild av detta arbetslivsmuseum                                            |
| Stampens kvarn                                                    |               | Alingsås, Alingsås        | Götagatan 23 57.9269, 12.5395 | 4879  | Ladda upp en bild av detta arbetslivsmuseum                                                 |
| Skåpafors Servetthistoria                                         |               | Bengtsfors, Skåpafors     | 59.0412, 12.2325 | 4143  | Ladda upp en bild av detta arbetslivsmuseum                                                 |
| Qvarnstensgruvan i Lugnås                                         |               | Mariestad, Mariestad      | Mitt mellan E20 och väg 26 cirka 13 km från Mariestad och nära Lugnås kyrka. 58.62527, 13.73242 | 2381  | Se fler bilder av detta arbetslivsmuseum · Ladda upp en till bild av detta arbetslivsmuseum |
| Polismuseet                                                       |               | Borås, Borås              | Sandgärdsgatan 15 57.72358, 12.9411 | 2380  | Ladda upp en bild av detta arbetslivsmuseum                                                 |
| Rubens maskinhistoriska samlingar, Götene                         |               | Götene, Götene            | Lars-Olofs gård 7007 58.50037, 13.48435 | 2383  | Ladda upp en bild av detta arbetslivsmuseum                                                 |
| Repslagarmuseet                                                   |               | Ale, Älvängen             | Tågvirkesgränd 57.96098, 12.12193 | 2382  | Se fler bilder av detta arbetslivsmuseum · Ladda upp en till bild av detta arbetslivsmuseum |
| Råbäcks mekaniska stenhuggeri                                     |               | Götene, Hällekis          | Råbäcks hamn 58.60612, 13.34682 | 2385  | Ladda upp en till bild av detta arbetslivsmuseum                                            |
| Rydals museum                                                     |               | Mark, Rydal               | Boråsvägen 237 57.55493, 12.69437 | 2384  | Se fler bilder av detta arbetslivsmuseum · Ladda upp en till bild av detta arbetslivsmuseum |
| Ångaren Trafik                                                    |               | Hjo, Hjo                  | Hamnen 2 Hjo 58.30357, 14.29148 | 2387  | Se fler bilder av detta arbetslivsmuseum · Ladda upp en till bild av detta arbetslivsmuseum |
| Rörstrands museum                                                 |               | Lidköping, Lidköping      | Fabriksgatan 4 58.50677, 13.15785 | 2386  | Ladda upp en till bild av detta arbetslivsmuseum                                            |
| Ållebergs Segelflygmuseum                                         |               | Falköping, Falköping      | Ålleberg 58.13748, 13.59862 | 2389  | Ladda upp en bild av detta arbetslivsmuseum                                                 |
| Saab Car Museum                                                   |               | Trollhättan, Trollhättan  | Innovatum 58.27218, 12.27647 | 2388  | Se fler bilder av detta arbetslivsmuseum · Ladda upp en till bild av detta arbetslivsmuseum |
| Brännö lagård                                                     |               | Göteborg, Brännö          | Husviksvägen 17 57.64533, 11.77952 | 4228  | Ladda upp en till bild av detta arbetslivsmuseum                                            |
| Föreningen Slupen med Oskar II                                    |               | Mariestad, Sjötorp        | 58.83693, 13.9804 | 4137  | Ladda upp en bild av detta arbetslivsmuseum                                                 |
| Lidköpings maskinnostalgiska förening                             |               | Lidköping, Lidköping      | Sockerbruksgatan 3 58.5025, 13.17367 | 4432  | Ladda upp en bild av detta arbetslivsmuseum                                                 |
| Nolhaga stärkelsefabrik                                           |               | Borås, Fristad            | Vänga 57.86083, 12.92455 | 2378  | Ladda upp en bild av detta arbetslivsmuseum                                                 |
| museet.då.nu                                                      |               | Borås, Borås              | entrén Södra Älvsborgs Sjukhus 57.724, 12.96117 | 2374  | Ladda upp en bild av detta arbetslivsmuseum                                                 |
| Moped- och MC-museum                                              |               | Skara, Varnhem            | Varnhem 58.38678, 13.65043 | 2376  | Ladda upp en bild av detta arbetslivsmuseum                                                 |
| Kålles rekordmagasin                                              |               | Vara, Tråvad              | Kållegården 58.23603, 13.03643 | 2370  | Ladda upp en bild av detta arbetslivsmuseum                                                 |
| Lars-August stuga                                                 |               | Vara, Vara                | Ryda 58.2809, 12.85472 | 2371  | Ladda upp en bild av detta arbetslivsmuseum                                                 |
| Lennart Magnussons motorcykelmuseum                               |               | Falköping, Falköping      | Danska vägen 144 58.17518, 13.54423 | 2372  | Ladda upp en bild av detta arbetslivsmuseum                                                 |
| Limmareds glasmuseum                                              |               | Tranemo, Limmared         | Östra Järnvägsgatan 57.53562, 13.35457 | 2373  | Ladda upp en till bild av detta arbetslivsmuseum                                            |
| Ramsågen i Melltorp                                               |               | Mark, Melltorp            | Från väg 156 svänger du av mot Hyssna. Följ skyltarna mot Bollebygd, drygt två kilometer (du kommer att passera två kyrkor). Snart ser du Kvarnskylten, då återstår det bara ca 100 meter... 57.5622, 12.54      | 2758  | Ladda upp en till bild av detta arbetslivsmuseum                                            |
| Föreningen för M/S Fryken                                         |               | Göteborg, Göteborg        | Maritiman, Packhuskajen 57.70872, 11.96067 | 4128  | Se fler bilder av detta arbetslivsmuseum · Ladda upp en till bild av detta arbetslivsmuseum |
| Blåbärja gårdsmuseum                                              |               | Essunga, Nossebro         | 58.23087, 12.76738 | 4121  | Ladda upp en bild av detta arbetslivsmuseum                                                 |
| Kvarnbyns handpappersbruk                                         |               | Mölndal, Mölndal          | Norra Forsåkersgatan 4 57.65417, 12.02835 | 2369  | Ladda upp en bild av detta arbetslivsmuseum                                                 |
| Karlsborgs Fästningsmuseum                                        |               | Karlsborg, Karlsborg      | Karlsborgs fästning 58.52965, 14.52462 | 2368  | Ladda upp en till bild av detta arbetslivsmuseum                                            |
| Kanalmuseet Trollhättan                                           |               | Trollhättan, Trollhättan  | 58.2677, 12.26577 | 2367  | Ladda upp en bild av detta arbetslivsmuseum                                                 |
| Sjötorps varvs- och kanalmuseum                                   |               | Mariestad, Sjötorp        | Hamnmagasinet 58.83683, 13.98045 | 2366  | Ladda upp en bild av detta arbetslivsmuseum                                                 |
| Idrottsmuseet                                                     |               | Borås, Borås              | Bockasjögatan 2 57.71653, 12.92945 | 2365  | Ladda upp en bild av detta arbetslivsmuseum                                                 |
| Huttla kvarn och såg                                              |               | Vara, Vara                | Dampetorp 58.23552, 12.95537 | 2364  | Ladda upp en till bild av detta arbetslivsmuseum                                            |
| Horns tegelbruk                                                   |               | Skövde, Horn              | Från Skövde kör väg 26 mot Mariestad. Sväng av mot Stöpen, kör igenom Stöpen (norrut). Någon kilometer efter Stöpen följ skylning Horn. Horns tegelbruk ligger på vänster sida efter ca 2 km. 58.51175, 13.88603 | 2363  | Se fler bilder av detta arbetslivsmuseum · Ladda upp en till bild av detta arbetslivsmuseum |
| Historisk vagnsamling                                             |               | Herrljunga, Od            | Od 57.9277, 13.22908 | 2362  | Ladda upp en bild av detta arbetslivsmuseum                                                 |
| Garnisonsmuseet/Centrala soldatregistret                          |               | Skara, Skövde             | Skövde garnison 58.37947, 13.84848 | 2361  | Ladda upp en bild av detta arbetslivsmuseum                                                 |
| Ryttarens torvströfabrik                                          |               | Falköping, Kättilstorp    | Ryttaren, Kättilstorp 58.021, 13.73675 | 2360  | Ladda upp en till bild av detta arbetslivsmuseum                                            |
| Bävsjöryds såg/Lerums byggnadshytta                               |               | Lerum, Lerum              | Bävsjöryds Såg, Bävsjöryd Lerum 57.74657, 12.30513 | 2741  | Ladda upp en bild av detta arbetslivsmuseum                                                 |
| Benareby tunnbindarverkstad med museum                            |               | Härryda, Mölnlycke        | Hembygdsgården Mölnlycke 57.66872, 12.11662 | 2748  | Ladda upp en bild av detta arbetslivsmuseum                                                 |
| Skolfartyget T/S Westkust                                         |               | Orust, Edshultshall       | Edshultshall, Orust 58.10862, 11.46533 | 1323  | Se fler bilder av detta arbetslivsmuseum · Ladda upp en till bild av detta arbetslivsmuseum |
| Bohusläns försvarsmuseum                                          |               | Uddevalla, Uddevalla      | Regementsparken 58.34897, 11.96032 | 1327  | Ladda upp en bild av detta arbetslivsmuseum                                                 |
| Asta av Smögen                                                    |               | Sotenäs, Kungshamn        | Smögen 58.35352, 11.26225 | 1324  | Se fler bilder av detta arbetslivsmuseum · Ladda upp en till bild av detta arbetslivsmuseum |
| Hönö hembygdsgård och kvarn                                       |               | Öckerö, Hönö              | Gårdavägen 57.6923, 11.6514 | 4209  | Ladda upp en till bild av detta arbetslivsmuseum                                            |
| Skepplanda hemvärns- och kulturförening, militärhistoriskt museum |               | Ale, Skepplanda           | Vadbacka övre 300 57.97555, 12.20098 | 4202  | Ladda upp en bild av detta arbetslivsmuseum                                                 |
| Vänga kvarn och stärkelsefabrik                                   |               | Borås, Fristad            | Vänga 57.86068, 12.92425 | 4206  | Ladda upp en bild av detta arbetslivsmuseum                                                 |
| Häljareds kvarn                                                   |               | Borås, Dalsjöfors         | Toarpsdal 57.75147, 13.11322 | 4445  | Ladda upp en bild av detta arbetslivsmuseum                                                 |
| Fridhemsstugan                                                    |               | Lilla Edet, Lilla edet    | 58.13565, 12.1326 | 2358  | Ladda upp en bild av detta arbetslivsmuseum                                                 |
| Fåglaviks glasbruksmuseum                                         |               | Herrljunga, Herrljunga    | Herrljunga kulturhus Trädgårdsgatan 14 58.07725, 13.025 | 2359  | Ladda upp en bild av detta arbetslivsmuseum                                                 |
| Borås brandkårsmuseum                                             |               | Borås, Borås              | Olovsholmsgatan 12 57.72675, 12.94022 | 2352  | Ladda upp en bild av detta arbetslivsmuseum                                                 |
| Anten–Gräfsnäs Järnväg                                            |               | Alingsås, Anten           | Antens Järnvägsstation 57.98913, 12.44058 | 2350  | Se fler bilder av detta arbetslivsmuseum · Ladda upp en till bild av detta arbetslivsmuseum |
| Antens kommunikationsmuseum                                       |               | Alingsås, Ålanda          | Kvarnabo så 58.05772, 12.47508 | 2351  | Ladda upp en bild av detta arbetslivsmuseum                                                 |
| Forsviks Industriminnen                                           |               | Karlsborg, Forsvik        | Forsvik 58.57948, 14.43425 | 2356  | Ladda upp en till bild av detta arbetslivsmuseum                                            |
| Fredahls museum                                                   |               | Falköping, Åsarp          | 58.02513, 13.5621 | 2357  | Ladda upp en bild av detta arbetslivsmuseum                                                 |
| Dalénmuseet, Stenstorp                                            |               | Falköping, Stenstorp      | Tingshuset 58.27408, 13.7144 | 2354  | Ladda upp en till bild av detta arbetslivsmuseum                                            |
| Edets kvarn och benstamp                                          |               | Karlsborg, Karlsborg      | Edet, Sätra 58.71723, 14.35883 | 2355  | Ladda upp en till bild av detta arbetslivsmuseum                                            |
| Föreningen Väderöarnas lotsutkik                                  |               | Tanum, Fjällbacka         | koordinater saknas | 4453  | Ladda upp en bild av detta arbetslivsmuseum                                                 |
| Bogserbåten Sven                                                  |               | Göteborg, Göteborg        | Manufakturgatan 1 57.7195, 11.97487 | 4414  | Ladda upp en bild av detta arbetslivsmuseum                                                 |
| Vårgårda nostalgimuseum                                           |               | Vårgårda, Vårgårda        | Tånga Hed 58.02925, 12.832 | 4321  | Ladda upp en bild av detta arbetslivsmuseum                                                 |
| Kungshamns bildarkiv                                              |               | Sotenäs, Kungshamn        | Hamnkontoret 58.35597, 11.23022 | 1339  | Ladda upp en bild av detta arbetslivsmuseum                                                 |
| Krega kvarn                                                       |               | Tanum, Svenneby           | Svenneby 58.5233, 11.35657 | 1338  | Ladda upp en bild av detta arbetslivsmuseum                                                 |
| Gotte-Lars stuga                                                  |               | Tanum, Hamburgsund        | Tegelstrand 58.52282, 11.26298 | 1335  | Ladda upp en till bild av detta arbetslivsmuseum                                            |
| Gammelgården, hembygdsmuseum                                      |               | Sotenäs, Hunnebostrand    | Asslerödsvägen 58.43103, 11.30023 | 1334  | Ladda upp en bild av detta arbetslivsmuseum                                                 |
| Klädesholmens museum "Sillebua"                                   |               | Tjörn, Klädesholmen       | Strandgatan 12b 57.94873, 11.54558 | 1337  | Ladda upp en till bild av detta arbetslivsmuseum                                            |
| Sillsalteriet Sibirien                                            |               | Strömstad, Sydkoster      | Långegärde brygga, Sydkoster 58.8912, 11.00852 | 1336  | Ladda upp en till bild av detta arbetslivsmuseum                                            |
| Bränntorvsmuseet i Komlösa                                        |               | Borås, Fristad            | Backa 57.8413, 13.06518 | 4219  | Ladda upp en bild av detta arbetslivsmuseum                                                 |
| Båtsamlingarna på Bassholmen                                      |               | Uddevalla, Bassholmen     | Bassholmen 58.24182, 11.50668 | 1330  | Ladda upp en bild av detta arbetslivsmuseum                                                 |
| Flatö skolmuseum                                                  |               | Orust, Flatö              | Flatö, Orust 58.22387, 11.51657 | 1333  | Ladda upp en bild av detta arbetslivsmuseum                                                 |
| Fiskemuseet Hönö                                                  |               | Öckerö, Hönö              | Västravägen 6, Klova Hamn 57.67968, 11.64363 | 1332  | Ladda upp en till bild av detta arbetslivsmuseum                                            |
| Anjougården                                                       |               | Mark, Skene               | Varbergsv. 58 57.49163, 12.6449 | 2349  | Ladda upp en bild av detta arbetslivsmuseum                                                 |
| Almedahls fabriksmuseum                                           |               | Borås, Dalsjöfors         | Stationsvägen 2 57.72177, 13.10843 | 2348  | Ladda upp en bild av detta arbetslivsmuseum                                                 |
| Nohabs ångloksklubb                                               |               | Trollhättan, Trollhättan  | koordinater saknas | 4486  | Ladda upp en bild av detta arbetslivsmuseum                                                 |
| Eds MC- och motormuseum                                           |               | Dals-Ed, Ed               | Faktorsgatan 58.91222, 11.93145 | 1436  | Ladda upp en bild av detta arbetslivsmuseum                                                 |
| Gammelgårdens friluftsmuseum                                      |               | Bengtsfors, Bengtsfors    | Majberget 59.02883, 12.23737 | 1437  | Ladda upp en bild av detta arbetslivsmuseum                                                 |
| Bäckefors bruk och hembygdsmuseum                                 |               | Bengtsfors, Bäckefors     | Gamla Bruket 58.80822, 12.1842 | 1435  | Ladda upp en bild av detta arbetslivsmuseum                                                 |
| T/S Kvartsita                                                     |               | Lysekil, Fiskebäckskil    | Kyrkekajen 10 58.24495, 11.4608 | 1348  | Se fler bilder av detta arbetslivsmuseum · Ladda upp en till bild av detta arbetslivsmuseum |
| Sjöboden och fiskarstugan                                         |               | Sotenäs, Smögen           | 58.35452, 11.22448 | 1349  | Ladda upp en bild av detta arbetslivsmuseum                                                 |
| Lord Nelson Strömstads maritima förening                          |               | Orust, Hälleviksstrand    | Hälleviks strands varv 58.93083, 11.17492 | 1341  | Ladda upp en bild av detta arbetslivsmuseum                                                 |
| M/S Atene                                                         |               | Tjörn, Skärhamn           | Ateneplan 1 57.99007, 11.54588 | 1342  | Se fler bilder av detta arbetslivsmuseum · Ladda upp en till bild av detta arbetslivsmuseum |
| Mollösunds hembygdsmuseum                                         |               | Orust, Mollösund          | 58.07338, 11.47417 | 1344  | Ladda upp en bild av detta arbetslivsmuseum                                                 |
| Morlanda hembygdsförening                                         |               | Orust, Hälleviksstrand    | Hälleviksstrand 58.12388, 11.44318 | 1345  | Ladda upp en bild av detta arbetslivsmuseum                                                 |
| Museiföreningen Munkedals Jernväg                                 |               | Munkedal, Munkedal        | Ö Åtorpsvägen 58.45928, 11.68365 | 1346  | Ladda upp en till bild av detta arbetslivsmuseum                                            |
| Måseskär fyr                                                      |               | Orust, Måseskär           | Måseskär 58.094, 11.33052 | 1347  | Ladda upp en till bild av detta arbetslivsmuseum                                            |
| Brandmuseet Storgöteborg                                          |               | Göteborg, Göteborg        | Gårda Brandstation, Åvägen 2 57.70668, 11.99 | 4467  | Ladda upp en bild av detta arbetslivsmuseum                                                 |
| Nostalgicum                                                       |               | Göteborg, Göteborg        | Byfogdegatan 3, Gamlestan 57.72598, 12.00978 | 4465  | Ladda upp en bild av detta arbetslivsmuseum                                                 |
| Raggagårdens mejeri                                               |               | Götene, Götene            | Holmestad 58.54313, 13.59253 | 4463  | Ladda upp en bild av detta arbetslivsmuseum                                                 |
| Hem i Haga                                                        |               | Göteborg, Göteborg        | Haga Nygata 7-9 57.69857, 11.9548 | 1502  | Ladda upp en till bild av detta arbetslivsmuseum                                            |
| Idrottsmuseet i Göteborg                                          |               | Göteborg, Göteborg        | Kvibergsvägen 5 57.73213, 12.0247 | 1503  | Ladda upp en till bild av detta arbetslivsmuseum                                            |
| Maritiman                                                         |               | Göteborg, Göteborg        | Packhusplatsen 12 57.70908, 11.96172 | 1500  | Ladda upp en till bild av detta arbetslivsmuseum                                            |
| Göteborgs remfabrik                                               |               | Göteborg, Göteborg        | Åvägen 15 57.70278, 11.99135 | 1501  | Se fler bilder av detta arbetslivsmuseum · Ladda upp en till bild av detta arbetslivsmuseum |
| KA 4 museum                                                       |               | Göteborg, Västra Frölunda | Amf4 koordinater saknas | 1504  | Ladda upp en bild av detta arbetslivsmuseum                                                 |
| Kortedala museum                                                  |               | Göteborg, Göteborg        | Adventsvägen 1 57.7581, 12.03593 | 1505  | Ladda upp en till bild av detta arbetslivsmuseum                                            |
| M/S Herkules                                                      |               | Göteborg, Göteborg        | 57.70872, 11.96067 | 1508  | Se fler bilder av detta arbetslivsmuseum · Ladda upp en till bild av detta arbetslivsmuseum |
| M/S Stormprincess                                                 |               | Göteborg, Göteborg        | Maritiman 57.70872, 11.96067 | 1509  | Se fler bilder av detta arbetslivsmuseum · Ladda upp en till bild av detta arbetslivsmuseum |
| Skandiamuseet                                                     |               | Lysekil, Lysekil          | Verkstadsgatan 2 58.27385, 11.4255 | 1340  | Se fler bilder av detta arbetslivsmuseum · Ladda upp en till bild av detta arbetslivsmuseum |
| Medicinhistoriska museet                                          |               | Göteborg, Göteborg        | Östra Hamngatan 11 57.70897, 11.96672 | 4479  | Ladda upp en till bild av detta arbetslivsmuseum                                            |
| Stora Askeröns hembygdsförening                                   |               | Stenungsund, Hjälteby     | Stora Askerön 644 58.0916, 11.77188 | 4476  | Ladda upp en bild av detta arbetslivsmuseum                                                 |
| Kulturreservatet Vallby Sörgården                                 |               | Skövde, Tidan             | Vallby Sörgården 1 58.54033, 13.99193 | 4497  | Ladda upp en bild av detta arbetslivsmuseum                                                 |
| Vagns- och jordbruksmuseum                                        |               | Herrljunga, Herrljunga    | Haraberget, Herrljunga hembygdspark 58.08132, 13.0432 | 2404  | Ladda upp en till bild av detta arbetslivsmuseum                                            |
| Vagnshistoriska museet                                            |               | Borås, Fristad            | Backa 57.83908, 13.0635 | 2405  | Ladda upp en bild av detta arbetslivsmuseum                                                 |
| Biskop Eklunds hem                                                |               | Vara, Vara                | Ekebacka 58.26582, 12.85067 | 4277  | Ladda upp en bild av detta arbetslivsmuseum                                                 |
| Stenstugan på banken                                              |               | Tanum, Heestrand          | Heestrand 58.52007, 11.27517 | 1353  | Ladda upp en till bild av detta arbetslivsmuseum                                            |
| Stenhuggerimuseet i Bohuslän                                      |               | Sotenäs, Hunnebostrand    | Asslerödsvägen 58.43053, 11.30165 | 1352  | Ladda upp en till bild av detta arbetslivsmuseum                                            |
| Skvaltkvarnen i Almesåsen                                         |               | Vara, Vara                | Almesåsen 58.2809, 12.85472 | 4279  | Ladda upp en bild av detta arbetslivsmuseum                                                 |
| Anders Johanssons snickeri                                        |               | Vara, Vara                | Ekebacka 58.26582, 12.85067 | 4278  | Ladda upp en bild av detta arbetslivsmuseum                                                 |
| Öckerö hembygdsförening                                           |               | Öckerö, Öckerö            | Bygdevägen 57.70687, 11.64638 | 1357  | Ladda upp en bild av detta arbetslivsmuseum                                                 |
| Vikarvets museum                                                  |               | Lysekil, Lysekil          | Turistgatan 17 58.26848, 11.42873 | 1356  | Se fler bilder av detta arbetslivsmuseum · Ladda upp en till bild av detta arbetslivsmuseum |
| Tancreds hus                                                      |               | Sotenäs, Bohus-malmön     | Strandvägen 31 58.34833, 11.3389 | 1355  | Ladda upp en bild av detta arbetslivsmuseum                                                 |
| Sveriges Sjömanshusmuseum                                         |               | Uddevalla, Uddevalla      | St Hellevigsgatan 4 56.81953, 12.62522 | 1354  | Ladda upp en bild av detta arbetslivsmuseum                                                 |
| Volvo Museum                                                      |               | Göteborg, Göteborg        | Volvo Arendal 57.69483, 11.81938 | 1518  | Se fler bilder av detta arbetslivsmuseum · Ladda upp en till bild av detta arbetslivsmuseum |
| Skonaren Ingo                                                     |               | Göteborg, Göteborg        | Lundbyhamnen 123, kajplats 57.71523, 11.94872 | 1515  | Se fler bilder av detta arbetslivsmuseum · Ladda upp en till bild av detta arbetslivsmuseum |
| Färjan 4                                                          |               | Göteborg, Göteborg        | Residensbron, kajplats 57.70625, 11.95923 | 1514  | Se fler bilder av detta arbetslivsmuseum · Ladda upp en till bild av detta arbetslivsmuseum |
| Tullvaktarstugan                                                  |               | Göteborg, Västra Frölunda | Valeberget 57.61392, 11.892 | 1517  | Ladda upp en bild av detta arbetslivsmuseum                                                 |
| Spårvägssällskapet Ringlinien - SSR                               |               | Göteborg, Göteborg        | J Sigfrid Edströms gata 2 57.70987, 11.99195 | 1516  | Ladda upp en till bild av detta arbetslivsmuseum                                            |
| Ångaren Bohuslän                                                  |               | Göteborg, Göteborg        | Stenpiren, kajplats 57.70628, 11.95793 | 1513  | Se fler bilder av detta arbetslivsmuseum · Ladda upp en till bild av detta arbetslivsmuseum |
| Radiomuseet                                                       |               | Göteborg, Göteborg        | Anders Carlssons gata 2 57.70847, 11.94522 | 1512  | Se fler bilder av detta arbetslivsmuseum · Ladda upp en till bild av detta arbetslivsmuseum |
| Ett hem i Jonsered                                                |               | Partille, Jonsered        | William Gibsons väg 57.7491, 12.17563 | 4420  | Ladda upp en till bild av detta arbetslivsmuseum                                            |
| Höljebacka brandmuseum                                            | Brandmuseum   | Trollhättan, Upphärad     | 3031 Karlsro 58.16518, 12.29083 | 4398  | Ladda upp en bild av detta arbetslivsmuseum                                                 |
| Försvarsmuseum väst                                               |               | Mellerud, Mellerud        | Grinstad Hede 3 58.6036, 12.52187 | 4885  | Ladda upp en bild av detta arbetslivsmuseum                                                 |

## Tidigare arbetslivsmuseer i Västra Götalands län
- Id-nr 1439, Hjobergs krukmakeri, Västra Bodane.
- Id-nr 1328, Bovallstrands hembygdsmuseum, Bovallstrand.
- Id-nr 1326, Blomsterkrokens grafiska museum, Uddevalla.
- Id-nr 1506, Kvibergs Militärhistoriska Museum, Göteborg.
- Id-nr 4417, Vänersborgs Idrottsmuseum, Vänersborg.
- Id-nr 1433, Affärsmuseum, Vänersborg.
- Id-nr 1329, Burås skolmuseum, Grenegård, Burås, Orust.